# Crunchbase
Crunchbase este o platformă pentru a găsi informații de afaceri despre companii private și publice.
Informațiile despre Crunchbase includ informații despre investiții și finanțare, membri fondatori și persoane fizice în funcții de conducere, fuziuni și achiziții, știri și tendințe din industrie. Construit inițial pentru a urmări startup-urile, site-ul web Crunchbase conține informații despre companii publice și private la scară globală.
Crunchbase divizează sursele în patru moduri: programul de risc, învățare automată, o echipă de date internă și comunitatea Crunchbase. Membrii publicului pot trimite informații la baza de date Crunchbase. Aceste trimiteri sunt supuse înregistrării, validării sociale și sunt adesea revizuite de către un moderator înainte de a fi acceptate pentru publicare.

## Istoric

Fostul logo al lui Crunchbase, folosit înainte de a fi schimbat numele de la CrunchBase la Crunchbase

În septembrie 2010, AOL a achiziționat TechCrunch și Crunchbase ca una dintre companiile de portofoliu TechCrunch.
În 2015, Crunchbase s-a separat de AOL/Verizon/TechCrunch pentru a deveni o entitate privată. În septembrie 2015, în colaborare cu spin-out-ul, Crunchbase a anunțat 6,5 milioane de dolari pentru finanțarea obținută din Emergence Capital. Aceasta a fost urmată în scurt timp cu o rundă de urmărire de 2 milioane USD în noiembrie 2015.
În 2016, compania a rebranșat de la CrunchBase la Crunchbase și a lansat primul său produs: Crunchbase Pro.
În aprilie 2017, Crunchbase a anunțat o serie B de 18 milioane de dolari de la Mayfield Fund. În același timp, Crunchbase a lansat două produse noi - Crunchbase Enterprise și Crunchbase for Applications.
În 2018, Crunchbase a lansat „Crunchbase Marketplace”.

## Produse
Crunchbase Pro

Conceput pentru utilizatori avansați, acest instrument oferă funcții de căutare mai aprofundate, analize de tendințe de piață și alerte pentru urmărirea industriilor, oamenilor, companiilor și investitorilor.
Crunchbase Marketplace

Marketplace le permite utilizatorilor să caute și să analizeze companii cu surse de date terțe integrate. Utilizatorii pot accesa, de asemenea, date suplimentare, cum ar fi traficul web, tehnologia stivă și bugetele IT.
Crunchbase Enterprise

Enterprise permite utilizatorilor să efectueze interogări tipice de informații de business și analitice, cum ar fi configurarea și urmarea tendințelor de investiții, identificarea și urmărirea industriilor de creștere și identificarea companiilor apropiate de ele.
Crunchbase pentru aplicații

Acest instrument permite utilizatorilor să integreze datele Crunchbase în produsul lor, oferind clienților lor posibilitatea de a contextualiza în mod automat perspectivele pentru a acorda prioritate conductei de vânzare și pentru a identifica semnale cheie de cumpărare.

## Baza de utilizatori
Crunchbase are peste 560.000 de contribuabili activi ai comunității pe platformă. Peste cinci milioane de utilizatori accesează site-ul web Crunchbase în fiecare lună.